# Arthur Kopp (Politiker)

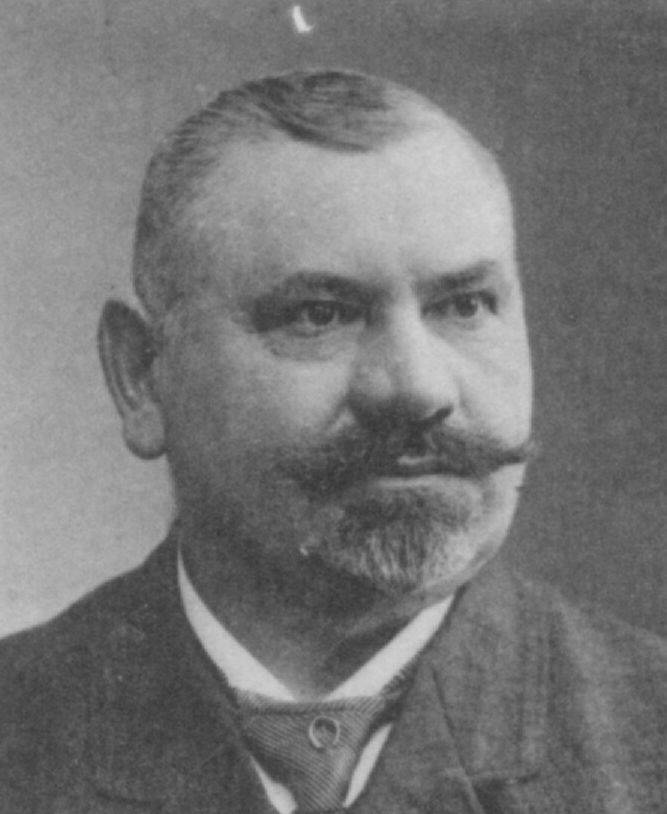
Arthur Kopp als Reichstagsabgeordneter 1912

Leopold Arthur Kopp (* 13. September 1863 in Bürgerhuben (untergegangener Ort im Kreis Niederung, Ostpreußen); † nach 1918) war Rittergutsbesitzer und Mitglied des Deutschen Reichstags.

## Leben
Kopp besuchte das Gymnasium zu Tilsit. Er lernte nach Beendigung der Schulzeit Landwirtschaft und konditionierte auf mehreren Gütern bis zum 21. Lebensjahre, wurde dann Soldat beim 2. Garde-Regiment zu Fuß. Nach beendigter Dienstzeit übernahm er die väterliche Besitzung und kaufte im Jahre 1903 das Gut in Adlig Lembruch (existiert nicht mehr) bei Adlig Groß Brittanien. Ferner war er Kreistagsabgeordneter.
Von 1912 bis 1918 war er Mitglied des Deutschen Reichstags für den Reichstagswahlkreis Regierungsbezirk Gumbinnen 1 und die Fortschrittliche Volkspartei. Er hatte sich in der Stichwahl gegen Friedrich von Moltke durchgesetzt.